# Acacia aphylla
Acacia aphylla é uma espécie de leguminosa do gênero Acacia, pertencente à família Fabaceae.